# Mckenna Grace
Mckenna Grace (Grapevine (Texas), 25 juni 2006) is een Amerikaanse actrice.

## Carrière
Grace begon in 2012 met acteren. Ze kreeg toen een rol als Jasmine Bernstein in de televisieserie Crash & Bernstein, die ze vijftien afleveringen speelde. Daarna kreeg ze meerdere rollen in televisieseries en films. Ze speelde ook onder meer Mary Adler in de film Gifted, Penny Kirkman in de ABC serie Designated Survivor en een jonge versie van hoofdpersonage Captain Marvel in Captain Marvel (2019).

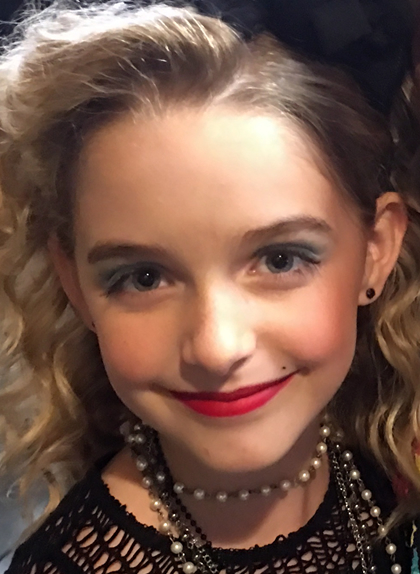
Mckenna Grace, 2017

## Filmografie

### Films
- 2024 Ghostbusters: Frozen Empire - als Phoebe Spengler
- 2022 The Bad Seed Returns - als Emma
- 2021 Ghostbusters: Afterlife - als Phoebe Spengler
- 2021 Malignant - als jonge Madison
- 2021 Spirit Untamed - als Abigail Stone (stem)
- 2020 Scoob! - als jonge Daphne (stem)
- 2019 Annabelle Comes Home - als Judy Warren
- 2019 Captain Marvel - als jongere Captain Marvel (13 jaar)
- 2019 Troop Zero - als Christmas Flint
- 2018 The Bad Seed - als Emma Grossman
- 2018 Ready Player One - als leerlinge op basisschool
- 2017 I, Tonya - als jonge Tonya Harding
- 2017 How to Be a Latin Lover - als Arden
- 2017 Gifted - als Mary Adler
- 2017 Amityville: The Awakening - als Juliet
- 2016 Independence Day: Resurgence - als Daisy
- 2016 The Angry Birds Movie - als Ella Bird (stem)
- 2016 Mr. Church - als Izzy
- 2016 Marvel's Most Wanted - als Zoe
- 2015 Frankenstein - als Molly
- 2015 Genie in a Bikini - als Teresa
- 2015 Babysitter's Black Book - als Cindy
- 2015 Russell Madness - als Lena
- 2014 Love Is Relative - als Casey
- 2014 Suburban Gothic - als Zelda
- 2014 Clementine - als Lucy
- 2013 Goodbye World - als Hannah Palmer
- 2013 Joe, Joe & Jane - als Sydney

### Televisieseries
Uitgezonderd eenmalige gastrollen.
- 2022 A Friend of the Family - als Jan Broberg - 5 afl.
- 2021-2022 The Handmaid's Tale - als mrs. Keyes - 6 afl.
- 2022 Spirit & Friends - als Abigail - 5 afl.
- 2018-2023 Young Sheldon - als Paige - 7 afl.
- 2017-2021 Mickey and the Roadster Racers - als Bitsy Beagleberg (stem) - 9 afl.
- 2016-2020 Fuller House - als Rose Harbenberger - 8 afl.
- 2016-2019 Designated Survivor - als Penny Kirkman - 21 afl.
- 2018 Chilling Adventures of Sabrina - Als jonge Sabrina - 1 afl.
- 2018 The Haunting of Hill House - als jonge Theodora Crane - 10 afl.
- 2016-2017 The Lion Guard - als Kambuni (stem) - 2 afl.
- 2015-2017 Once Upon a Time - als jonge Emma Swan - 4 afl.
- 2015 CSI: Cyber - als Michelle Mundo - 3 afl.
- 2013-2015 The Young and the Restless - als Faith Newman - 50+ afl.
- 2015 The Vampire Diaries - als jonge Caroline - 2 afl.
- 2015 K.C. Undercover - Quinn - 1 afl.
- 2014 Gravity Falls - als overige stemmen - 1 afl.
- 2012-2014 Crash & Bernstein - als Jasmine Bernstein - 15 afl.
- 2013-2014 Instant Mom - als Sam - 2 afl.

- Gemeinsame Normdatei: 1148801839
- International Standard Name Identifier: 0000 0004 6472 7145
- Library of Congress Control Number: no2017103715
- MusicBrainz: 889267c4-7dcb-4114-a953-5f9269f4563d
- Nationale Bibliotheek van Tsjechië: xx0225239
- Nationale Bibliotheek van Israël: 987007415760005171
- Système universitaire de documentation: 224774735
- Virtual International Authority File: 2665150264372005860006
- WorldCat: E39PBJjdkrqt3wghtWHbfRwBfq